# Josep Lluís Pons Llovet
Josep Lluís Pons Llobet (Barcelona, 1956) es un político español. Fue miembro del Movimiento Ibérico de Liberación en los años finales del franquismo.

## Trayectoria
El 2 de marzo de 1973 participó en el atraco a la sucursal del Banco Hispano Americano de Barcelona con Jean Marc Rouillan y Jordi Solé Sugranyes, en el que hirieron de gravedad a un contable del banco. El 15 de septiembre de 1973 fue interceptado por la guardia civil en Bellver de Cerdaña (Lérida) con Oriol Solé Sugranyes. Condenado a 51 años de prisión en dos consejos de guerra, ambos fueron encerrados en la cárcel Segovia.

### Fuga de la cárcel de Segovia
En abril de 1976 Oriol Solé y Josep Lluís Pons participan junto a 27 miembros de ETA y FAC en la fuga de Segovia. La planificación corrió a cargo de los presos de ETA, más organizados. Los otros llevaron a cabo tareas de recogida de información. Entre los presos fugados estaban Josep Lluís Pons Llovet y Oriol Solé Sugranyes (MIL), Luis Lucio Lobato (PCE), Ramón Llorca López y Carles García Solé (FAC), Federico Sánchez Juliach (PCE (i)), Iñaki García (LCR), Bittor Arana, Bixente Serrano Izko, Iñaki Garmendia Otamendi, José Ángel Urtiaga Martínez, Ángel Amigo Quincoces, Iñaki Peru Orbeta Berriatua, Mikel Laskurain, Koldo Aizpurua Berasategi (encargado de excavar el túnel), Imanol Gaztelumendi Zabaleta, Josu Ibargutxi, Jesús María Muñoa Galarraga, Mikel Unanue Lobato, José María Yarza Echenique, Ramón Aurteneche Marcos, Joseba Begultistain Aranzasti, Ignacio Garosa Arambarri, Carmelo Garitaonandia Garnacho, Enrique Gesalaga Larreta, Manuel Isasa Iturrioz, Iñaki Iturbi Totorica, Fernando Izaguirre Izaguirre, Francisco Jaca Aranalde, Luis Armando Zabalo Bilbao y Juan María Zubimendi Imaz (ETA).
Pons Llovet fue capturado poco después en Burguete, mientras que Oriol Solé Sugranyes murió tiroteado por agentes de la Guardia Civil. Seguidamente fue encerrado en la cárcel de San Antón de Cartagena. El 7 de junio de 1977 fue finalmente liberado gracias a la Ley de amnistía de 1977. Tenía que haber figurado como número dos en la lista de candidatos para diputado por Barcelona presentada por la Candidatura d'Unitat Popular pel Socialisme, pero esto no fue posible por inconvenientes de orden administrativo.